# الأعداد المتناغمة
الأعداد المتناغمة هي الأعداد التي نغيرها حتى تصبح متناسقة ويسهل علينا جمعها أو طرحها بسرعة.

## تحويلالأعداد الطبيعيةإلى أعداد متناغمة

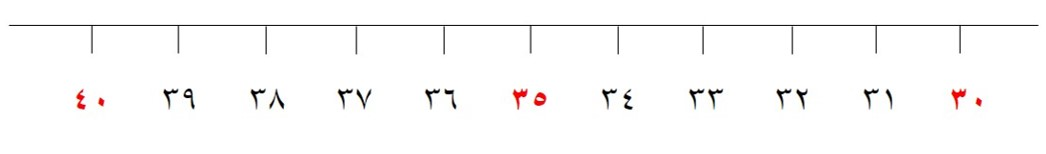
صورة رقم 1 خط الأعداد من 30 إلى 40

نبحث عن أقرب رقم من مضاعفات 5 على سبيل المثال العدد 36 يتضح من خط الأعداد أن أقرب مضاعف للـ 5 هو 35 إنظر للصورة رقم 1.

## أمثلة
أقرب عدد لـ31 -> 30
أقرب عدد لـ32 -> 30
أقرب عدد لـ33-> 35
أقرب عدد لـ34 ->35
أقرب عدد لـ36 ->35
أقرب عدد لـ37->35
أقرب عدد لـ38->40
أقرب عدد لـ39->40

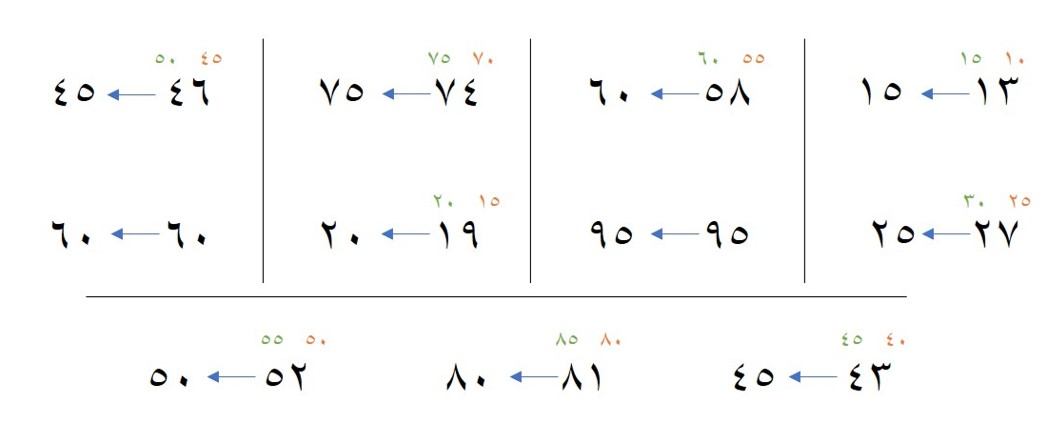
صورة رقم 2 أمثلة لتقريب الأعداد لأعداد متناغمة

لتسهيل التدوير نبحث عن مضاعفين للرقم 5 يقع بينهما العدد الذي نريد تدويره. على سبيل المثال 63 تقع بين العددين 60 و 65، نحتاج أن نطرح 3 لنصل لـ 60 أو أن نزيد 2 لنصل للعدد 65، ومن ذلك نستنتج أن 65 هو العدد الأقرب. لمزيد من الأمثلة راجع الصورة رقم 2 .